# Pendule astronomique à six cadrans de Hubert Sarton
La Pendule astronomique à six cadrans est une horloge astronomique réalisée en 1794 ou 1795 par Hubert Sarton. Il est aujourd'hui exposé au Grand Curtius à Liège.

## Description
Cette pendule est dite « pendule squelette » (sans boîtier, le mécanisme est laissé apparent). Elle se compose de six cadrans en émail reposant sur deux arc cintrés en laiton sur une base en marbre noir dont la face est orné d'une plaque de laiton représentant des amours musiciens en bas-relief.
Les cadrans indiquent, de haut en bas :
- L'heure solaire en fonction des fuseaux horaires ;
- L'heure de lever et coucher du soleil ;
- L'heure (heures, minutes, secondes), l'heure solaire, le mois de l'année et le signe zodiacal correspondant ;
- À gauche, Le jour de la semaine ; à droite, le millésime (gradué de 1795 à 1844) ;

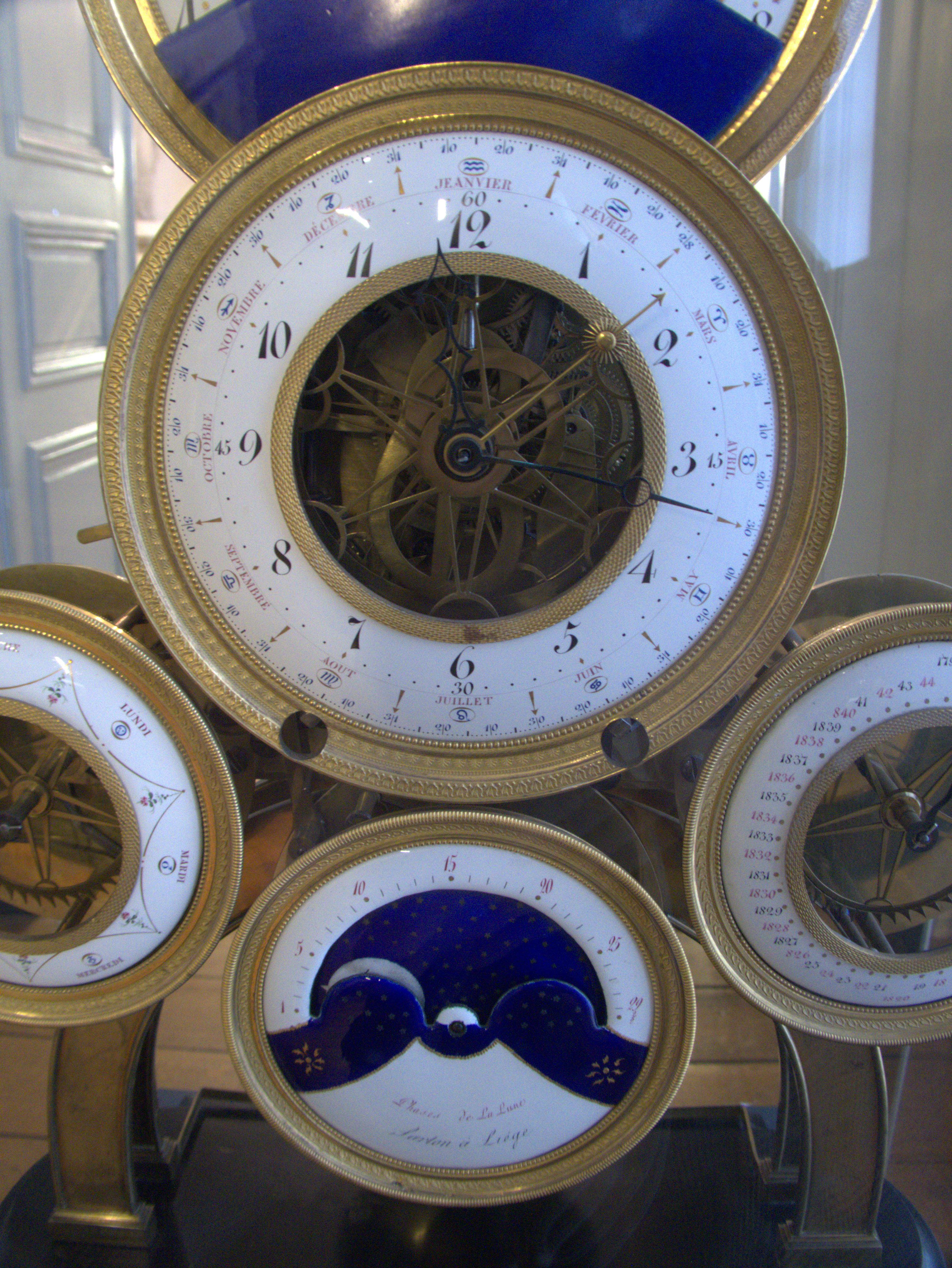
Détail des cadrans centraux (heure) et inférieur (phase de la lune).

- Les phases lunaires.

## Classement
La pendule est classée comme trésor de la Communauté française depuis le 2 décembre 2013. Le classement est paru au Moniteur belge le 18 mars 2014.
En dépit de la productivité des ateliers d'Hubert Sarton, la pendule astronomique à six cadrans sort du lot et son classement est justifié par sa grand complexité, sa perfection technique, son état de conservation et l'importance d'Hubert Sarton dans l'histoire de l'horlogerie.